# Eucalyptus eremicola
Eucalyptus eremicola är en myrtenväxtart som beskrevs av Boomsma. Eucalyptus eremicola ingår i släktet Eucalyptus och familjen myrtenväxter. Inga underarter finns listade i Catalogue of Life.